# Whitey's Lindy Hoppers
Whitey's Lindy Hoppers var ett professionellt danssällskap vid Savoy Ballroom som grundades 1935 av Herbert "Whitey" White. Gruppen gjorde under 1930- och början av 1940-talet ett stort antal uppvisningar och flera av dansarna deltog även i filminspelningar där swingmusik och lindy hop var framträdande teman. Under den här tiden formades också ett antal danskonstellationer inom Whitey-gruppen som tog sig egna namn, bland annat Whitey's Hopping Maniacs, Harlem Congaroo Dancers och The Hot Chocolates. Whitey's Lindy Hoppers turnerade både nationellt i USA och internationellt. 1942 upplöstes dock gruppen, ett år före danspalatset Savoy lades ned. Bland de mer kända medlemmarna i Whitey's Lindy Hoppers kan nämnas Al Minns, Leon James och Frankie Manning.

## Medlemmar (ej fullständig lista)
- Louise "Pal" Andrews
- Tiny Bunch
- Eunice Callen
- Wilda Crawford
- Mildred Cruse
- Joe "Big Stupe" Daniels
- Joyce "Little Stupe" Daniels
- Eddie Davis
- William Downes
- Elnora Dyson
- George Greenidge
- Connie Hill
- Leon James
- Ann Johnson
- Dorothy "Dot" Johnson
- Frances "Mickey" Jones
- Thomas "Tops" Lee
- Maggie McMillan
- Frankie Manning
- Lucille Middleton
- Norma Miller
- Al Minns
- Mildred Pollard
- Billy Ricker
- Willamae Ricker
- Stumpy
- Naomi Waller
- Esther Washington
- Freida Washington
- Jerome Williams
- Russell Williams

## Filmografi
- A Day at the Races (Marx Brothers) (1937)
- Keep Punching (aka Big Apple, Jittering Jitterbugs) (1937)
- Manhattan Merry-Go-Round (1937)
- Radio City Revels (1938)
- Galopperande flugan (1941)
- Hot Chocolates (Cottontail) (1941 Soundie)
- The Outline of Jitterbug History Soundie released 3/23/42 [1]
- Sugar Hill Maquerade Soundie released 11/23/42 [2]

## Broadway uppträdanden
- Hot Mikado (med Bill "Bojangles" Robinson)
- Black Rhythm (1936)
- Cotton Club Revue (with Cab Calloway) (1938)